# Gare de Keisei Ueno
Pour les articles homonymes, voir Ueno (homonymie).
La gare de Keisei Ueno (京成上野駅, Keisei-Ueno-eki) est une gare ferroviaire terminus de la ville de Tokyo au Japon. Elle est située dans l'arrondissement de Taitō. 
La gare est la tête de ligne du réseau de la compagnie Keisei et le point de départ du service Skyliner vers l'aéroport international de Narita.

## Situation ferroviaire
La gare de Keisei Ueno est une gare souterraine en impasse marquant le début de la ligne principale Keisei.

## Histoire
La gare de Keisei Ueno a été inaugurée le 10 octobre 1933 sous le nom de gare d'Ueno Kōen. Elle prit son nom actuel le 1er mai 1953.

## Service des voyageurs

### Accueil
La gare, située en souterrain, est ouverte tous les jours.

### Desserte
- Voies 1 à 4 : Ligne principale Keisei pour Aoto, Keisei Funabashi, Katsutadai, Aéroport de Narita, Higashi‑Narita, Keisei Chiba et Chiharadai.

### Intermodalité
La gare est située à quelques centaines de mètres de la gare d'Ueno (JR East, Métro de Tokyo).

Installations et desserte
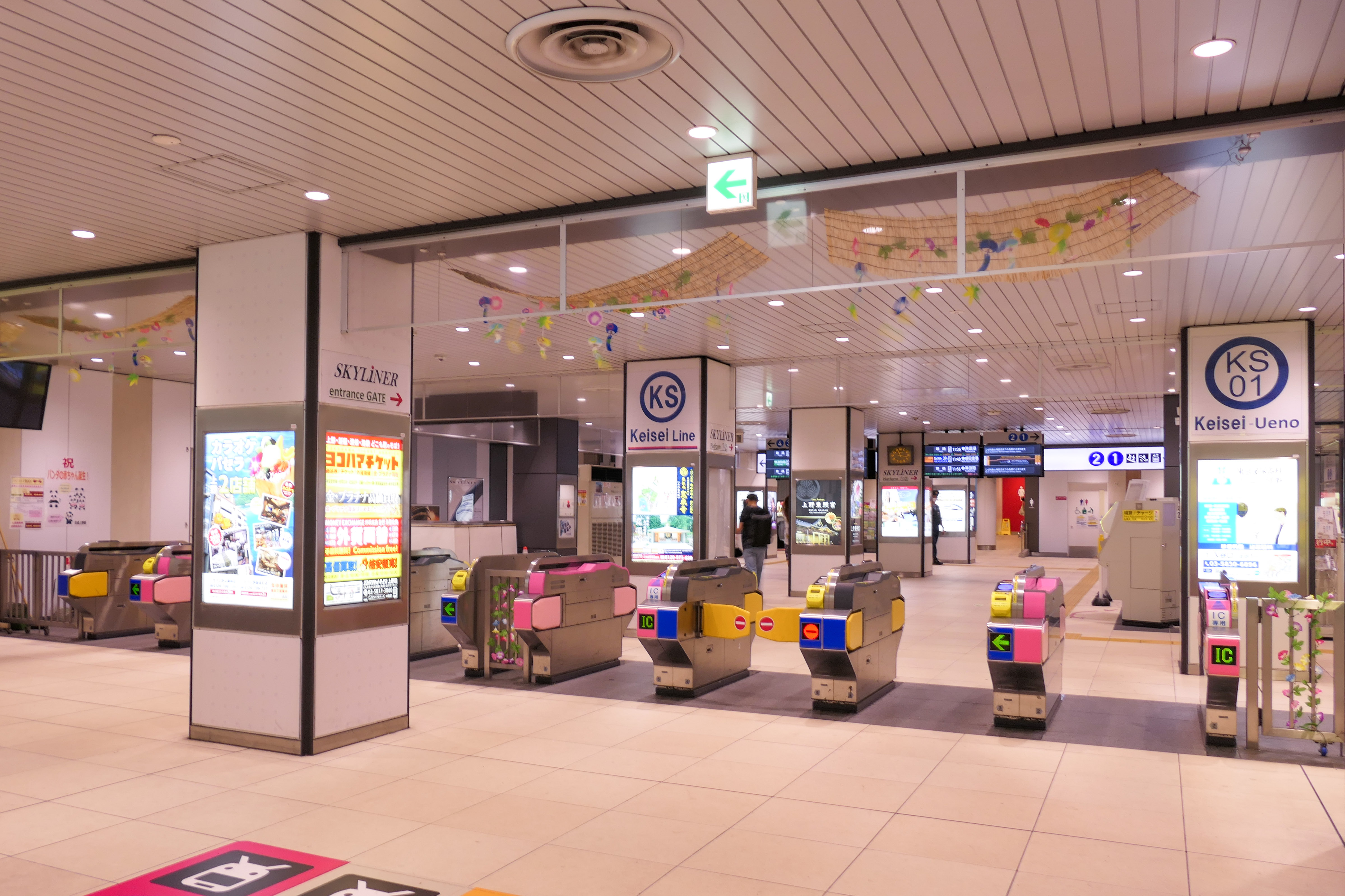
Ligne de contrôle.
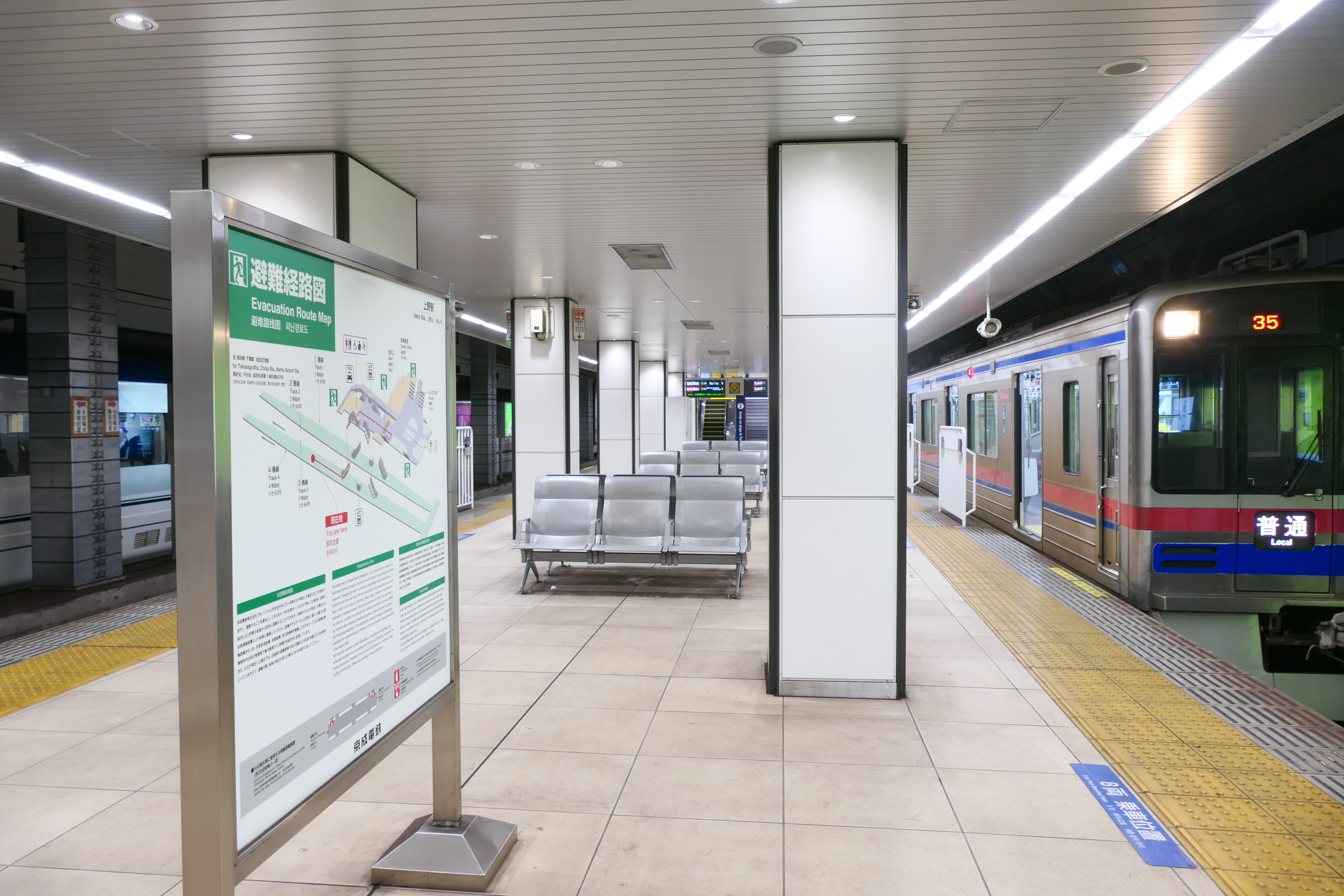
Vue du quai 3-4

## À proximité
- Parc d'Ueno
- Zoo d'Ueno